# Морщинин, Константин Андреевич
Константин Андреевич Морщинин (3 [16] мая 1904, станица Григориполисская, Лабинский отдел, Кубанская область, Российская империя (ныне — станица Григорополисская, Новоалександровский район, Ставропольский край, Российская Федерация) — 19 января 1973, Орджоникидзе, Северо-Осетинская АССР, РСФСР) — советский партийный и государственный деятель. Первый секретарь Пензенского обкома и горкома ВКП(б) (1942—1949).

## Биография
С 12 лет работал пастухом, батраком, чернорабочим.
Член ВКП(б)—КПСС с 1926 года.
С 1925 года на комсомольской, хозяйственной и партийной работе. Был председателем колхоза, начальником политотдела Ново-Шульбинской МТС (Казакская АССР), секретарём районного комитета ВКП(б).
С 1939 по 1942 гг. — секретарь Алтайского краевого комитета ВКП(б). С марта по июнь 1942 года — ответственный органгизатор ЦК ВКП(б). С июня 1942 по февраль 1949 гг. — первый секретарь Пензенского областного и городского комитетов ВКП(б).
Избирался депутатом Верховного Совета СССР 2-го созыва (1946–1950).
С 1950 года на партийно-хозяйственной работе на Северном Кавказе.
В 1950—1951 годах — уполномоченный Совета по делам колхозов при Совете Министров СССР по Северо-Осетинской АССР.

## Интересные факты
В годы работы Константина Морщинина Первым секретарём Пензенского обкома и горкома ВКП(б) (1942—1949), должность секретаря Пензенского обкома по идеологии в 1945—1948 гг. занимал Константин Черненко, будущий Генеральный секретарь ЦК КПСС.

## Награды и звания
Награжден орденом Трудового Красного Знамени (1942).